# Överslagshandling
En överslagshandling är inom etologin ett beteende som bryter fram när en individ befinner sig i konflikt mellan att utföra två eller flera handlingar. Inom psykologin är däremot en överslagshandling en omedveten försvarsmekanism där sinnet omdirigerar affekter från ett objekt som upplevs som farligt eller oacceptabelt till ett annat föremål som upplevs som säkert eller godtagbart.

## Etologi
Inom etologin, eller beteendeekologin, definieras överslagshandlingar som skenbart ologiska handlingar som en individ (djur liksom människa) utför i en konfliktsituation mellan två instinkter. Termen instinkt bör dock undvikas inom läran om djurbeteende, då den inte är konsekvent definierad.

### Teoretisk bakgrund
Motivationen att utföra olika beteenden kan hämma varandra. När två fågelhanar slåss kan motivationen att anfalla vid ett tillfälle vara lika stor som motivationen att fly. Då kan båda hanarna hamna i en situation där de plötsligt avbryter kampen och börjar putsa sig. Detta är ett exempel på en klassisk överslagshandling inom etologin.
Sådana handlingar är ofta en typ av beteende som ständigt har en viss motivation, som till exempel kroppsvård, som de ovannämnda fågelhanarnas putsning av fjäderdräkten. Detta kan i sin tur jämföras med människans tendens att rätta till sin klädsel i konfliktsituationer. Även tendensen att klia sig i huvudet är ett sådant beteende.

### Missförstånd
Överslagshandlingar görs inte för att uppnå ett visst mål. Individer som har egenskapen för motivation att utföra ett visst beteende gör sådana handlingar på grund av utlösande effekter, eller supernormala stimuli. Egenskapen för ett sådant beteende har gynnats av naturligt urval, och därmed har anlaget för denna egenskap spritts och blivit vanligare bland individer inom vissa arter i vissa populationer.
Ett annat vanligt missförstånd inom läran om djurbeteende är djurs vilja att utföra ett visst mål. Varje enskild individ har en inre motivation för vissa beteenden, beroende på individens egenskaper och omgivningen. Vilken motivation en viss individ har beror på både arvet (genuppsättningen) och miljön.

### Vanliga överslagshandlingar
Två lika starka tuppar slåss om hackordningen. En av dem kan då plötsligt börja plocka på marken, som om den pickade efter korn. Varken instinkten för flykt eller den för kamp lyckas ta överhanden, och en helt annan handling bryter fram. Den österrikiske etologen Konrad Lorenz skriver bland annat att resultatet på en sådan inre konflikt blir en ovidkommande handling, en så kallad överslagshandling.